# Episodi di Uncle Grandpa (terza stagione)
La terza stagione di Uncle Grandpa è stata trasmessa su Cartoon Network negli Stati Uniti d'America a partire dal 16 dicembre 2015, in Italia nel 2016.
| N° | Titolo originale             | Titolo italiano                | Prima TV USA     | Prima TV Italia   |
| -- | ---------------------------- | ------------------------------ | ---------------- | ----------------- |
| 1  | The Little Mer-Tiger         | La Tigrenetta                  | 16 dicembre 2015 | 16 febbraio 2016  |
| 2  | Ballroom                     | La pallina rossa               | 17 dicembre 2015 | 16 febbraio 2016  |
| 3  | Back to the Library          | In biblioteca                  | 18 dicembre 2015 | 17 febbraio 2016  |
| 4  | Uncle Easter                 | Uncle Pasqua                   | 25 marzo 2016    | 9 aprile 2016     |
| 5  | King Gus                     | Re Gus e la spada nel sandwich | 25 marzo 2016    | 7 aprile 2016     |
| 6  | The Uncle Grandpa Movie      | Il film di Uncle Grandpa       | 1º aprile 2016   | 10 aprile 2016    |
| 7  | The Uncle Grandpa Movie      | Il film di Uncle Grandpa       | 1º aprile 2016   | 10 aprile 2016    |
| 8  | Lamestation                  | Gioca con me                   | 2 aprile 2016    | 9 aprile 2016     |
| 9  | Space Oddity                 | Missione spaziale              | 2 aprile 2016    | 11 aprile 2016    |
| 10 | Relaxation Land              | Un weekend da relax            | 9 aprile 2016    | 18 aprile 2016    |
| 11 | The Land of the Lost Shadows | La terra delle ombre perdute   | 9 aprile 2016    | 15 aprile 2016    |
| 12 | Pizza Eve                    | Pizza Eve                      | 16 aprile 2016   | 23 aprile 2016    |
| 13 | The Return of Aunt Grandma   | Il ritorno di Aunt Grandma     | 23 aprile 2016   | 1º maggio 2016    |
| 14 | The Return of Aunt Grandma   | Il ritorno di Aunt Grandma     | 23 aprile 2016   | 1º maggio 2016    |
| 15 | Messy Bessy                  | Messy Bessy                    | 30 aprile 2016   | 5 maggio 2016     |
| 16 | Memory Foam                  | I ricordi di Pizza Steve       | 7 maggio 2016    | 11 maggio 2016    |
| 17 | Even More Shorts             | Ancora altri corti             | 14 maggio 2016   | 19 maggio 2016    |
| 18 | Fleas Help Me                | Emergenza pulci                | 21 maggio 2016   | 25 maggio 2016    |
| 19 | Wicked Shades                | I malvagi occhiali da sole     | 28 maggio 2016   | 2 giugno 2016     |
| 20 | Except for Cooper            | La vendetta delle verdure      | 4 giugno 2016    | 8 giugno 2016     |
| 21 | In the Clouds                | Fra le nuvole                  | 11 giugno 2016   | 16 giugno 2016    |
| 22 | The Lepre-Con                | Una gita in Irlanda            | 1º luglio 2016   | 5 settembre 2016  |
| 23 | Fear of Flying               | Paura di volare                | 1º luglio 2016   | 2 settembre 2016  |
| 24 | G'day Mornin                 | Una giornata particolare       | 1º luglio 2016   | 8 agosto 2016     |
| 25 | Uncle Fashion                | Ragazzi alla moda              | 1º luglio 2016   | 11 settembre 2016 |
| 26 | Inventor Mentor              | L'inventore                    | 1º luglio 2016   | 6 luglio 2016     |